# شهرستان بالزینسکی
شهرستان بالزینسکی (به لاتین: Balezinsky District) یک شهرستان در روسیه است که در اودمورتیا واقع شده‌است.